# マンダンガ・スタイル
「マンダンガ・スタイル」(Mandanga Style)は、2015年にリリースされたアマドール・リバスのシングル。
| スタブアイコン | サブスタブ | この項目は、まだ閲覧者の調べものの参照としては役立たない、シングルに関連した書きかけの項目です。この項目を加筆・訂正などしてくださる協力者を求めています（P:音楽/PJ:楽曲）。 |